# Инаугурация Джимми Картера
Инаугурация Джимми Картера в качестве 39-го Президента США состоялась 20 января 1977 года. Одновременно к присяге был приведён Уолтер Мондейл как 42-й вице-президент США. Президентскую присягу проводил Председатель Верховного суда США Уоррен Бергер, а присягу вице-президента принимал спикер Палаты представителей США Тип О’Нил.
Это была последняя инаугурация, проводившаяся в восточном портике здания Капитолия, а также последний раз, когда председатель Верховного суда стоял слева от трибуны, а зрители смотрели на них во время приведения к присяге президента. Джимми Картер также был первым президентом, который прошёл от Капитолия до Белого дома на параде после церемонии приведения к присяге. Ровно 40 лет спустя Картер присутствовал на инаугурации Дональда Трампа, став первым президентом США, отметившим 40-летие своей инаугурации.

## Церемония
В ходе инаугурации Картер принёс присягу на Семейной Библии, открытой на главе «Михей 6:8», а также на той же Библии, которую использовал Джордж Вашингтон на своей инаугурации в 1789 году. Инаугурационная речь Картера состояла из 1228 слов. В своей речи он призвал американцев «отвергнуть перспективу неудачи или посредственности». Он также выразил желание, чтобы когда-нибудь «народы мира могли сказать, что мы построили прочный мир, основанный не на оружии войны, а на международной политике, которая отражает наши собственные самые ценные ценности».
Картер также потребовал отменить традиционный инаугурационный обед, мероприятие, организованное Объединённым инаугурационным комитетом Конгресса. Освещение этого события было предоставлено CBS, и церемония транслировалась по телевидению на всей территории Соединённых Штатов.
Инаугурация Картера была первой после открытия системы метро, и отчасти потому, что инаугурационный комитет заплатил за то, чтобы сделать систему бесплатной в течение всего дня, он установил рекорд посещаемости за один день в 68 023 человека, рекорд, который продлится до тех пор, пока система не будет расширена в июле следующего года.

## Галерея

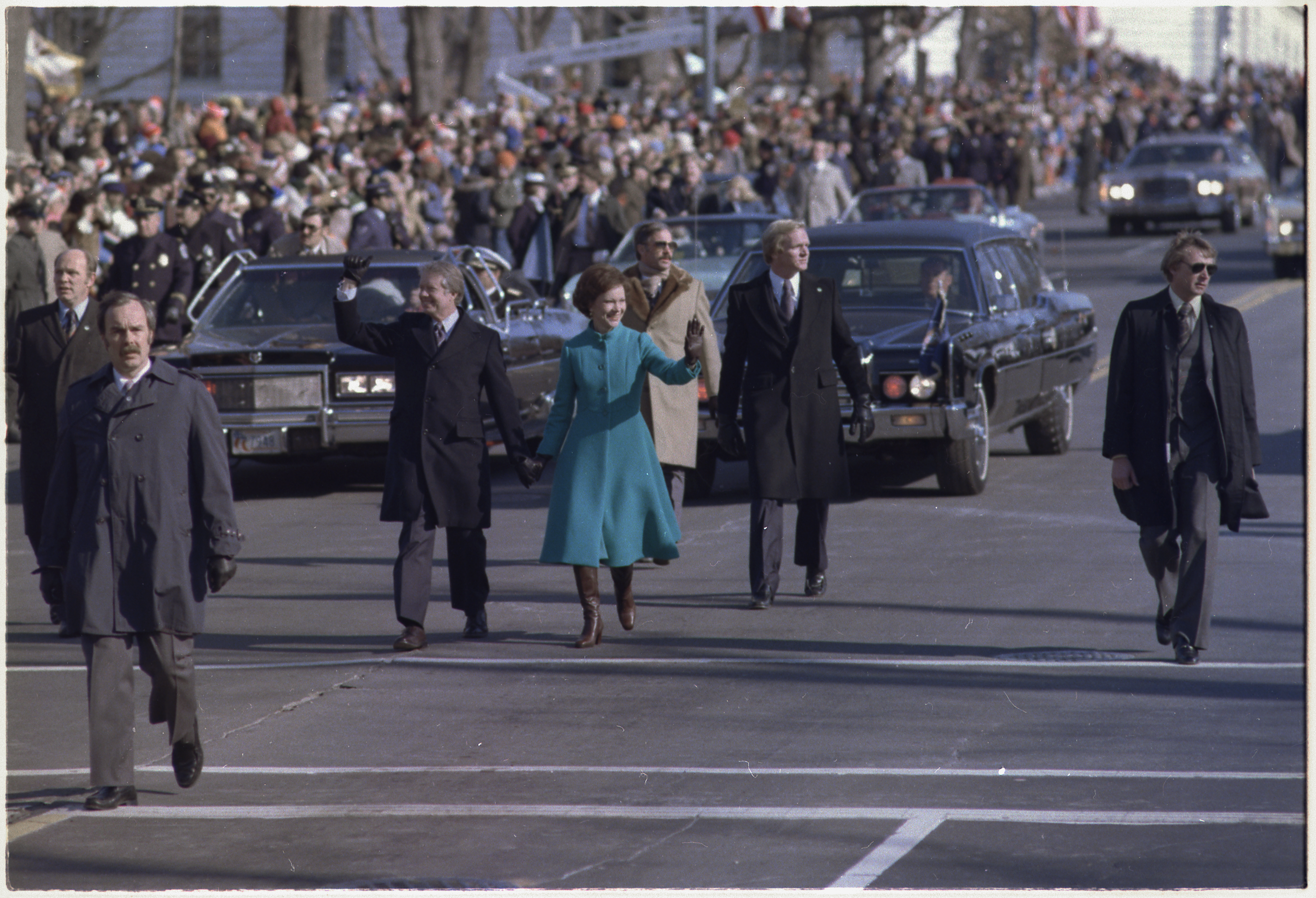
Джимми Картер и Розалин Картер идут по Пенсильвания-авеню в ходе инаугурации
Джимми Картер с женой на инаугурационном балу